# Bridge of Tilt

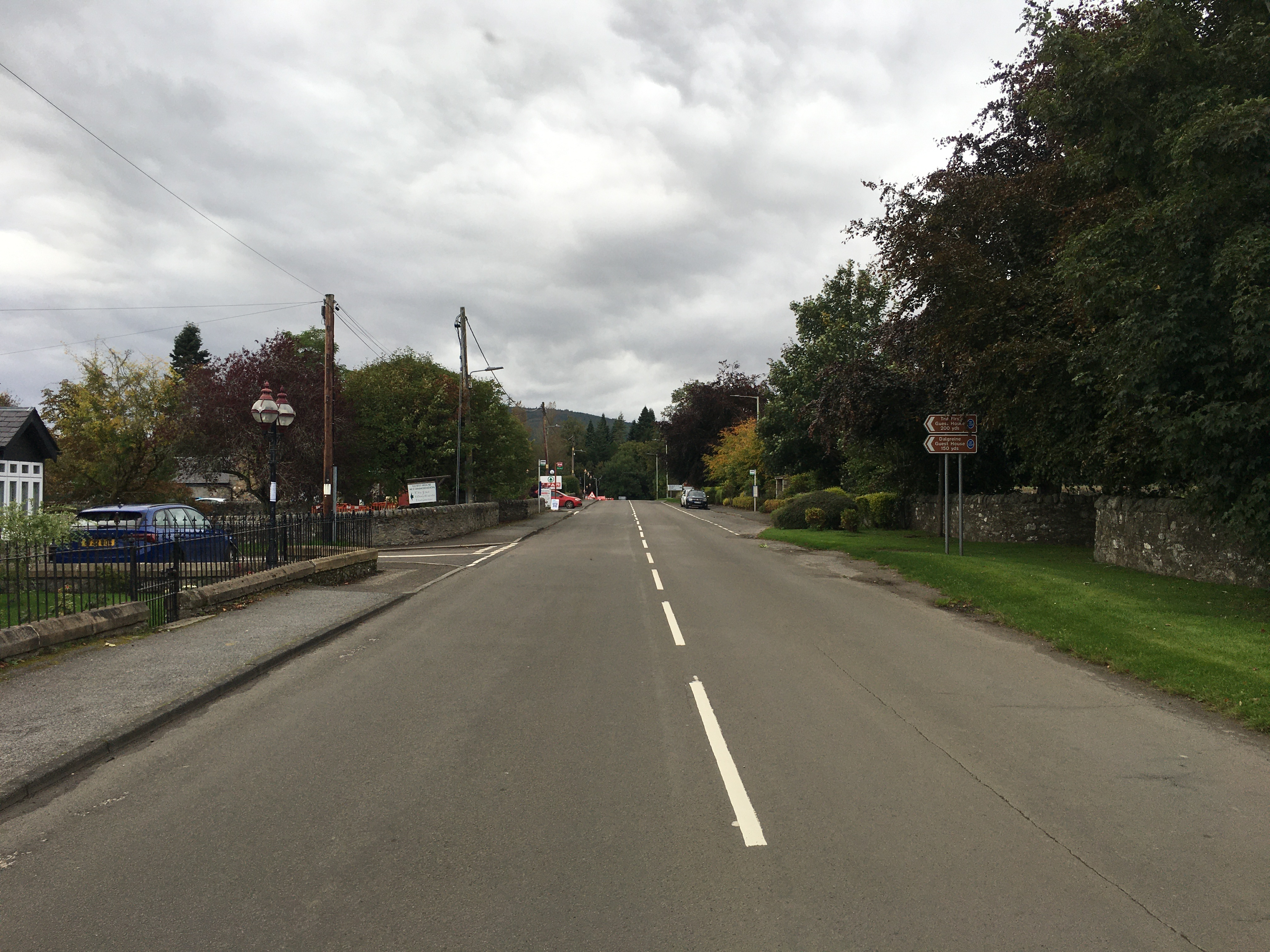
Die Durchgangsstraße des Ortes

Bridge of Tilt ist eine Ortschaft, die im Norden von Schottland zwischen Inverness im Nordwesten und Perth im Südosten in der Council Area Perth and Kinross liegt. Im Rahmen der historischen Gliederung Schottlands in Civil Parishes zählt es zu Blair Atholl, das zu Perthshire gehörte.

## Geographie
Bridge of Tilt liegt am östlichen, linken Ufer des Flusses Tilt, unmittelbar vor dessen Mündung in den Garry. Mit dem auf der gegenüberliegenden Seite des Tilts liegenden Blair Atholl ist der Ort durch eine Brücke verbunden. Etwa einen Kilometer weiter im Norden befindet sich mit Old Bridge of Tilt eine weitere Ortschaft, die sich namentlich auf eine ältere Brücke bezieht.

## Verkehr
Verkehrstechnisch zu erreichen ist Bridge of Tilt über die von der Garry Bridge nach Bruar führende B8079, die den Ort nach Norden hin begrenzt. Südlich des Ortes verläuft die Highland Main Line, deren nächster Bahnhof sich in Blair Atholl befindet.

## Historisch Bedeutsames
Unter Denkmalschutz stehen im Ort das Bridge of Tilt Lodge, die Tilt Cottages sowie der in der Nähe des Flussufers stehende Clach na h-Iobairt.